# Colanthura daguilarensis
Colanthura daguilarensis là một loài chân đều trong họ Paranthuridae. Loài này được Bamber miêu tả khoa học năm 2000.